# السموم الفطرية تي-2

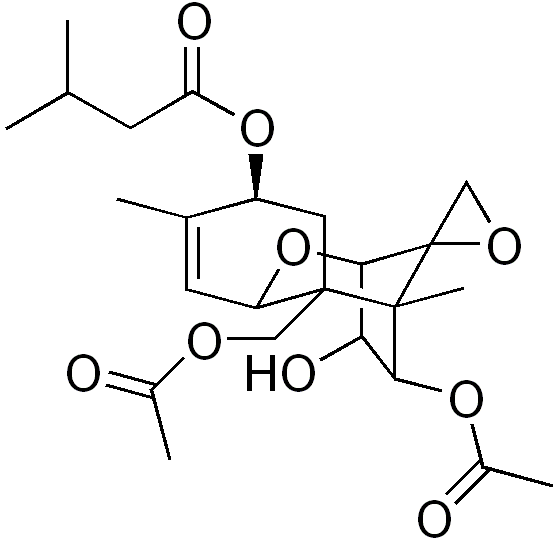

السموم الفطرية تي-2 (بالإنجليزية: T2 Mycotoxin)‏ سم فطري، يحدث نتيجة ثانوية للعفن من مغزلاوية spp. ويعد من الفطريات المسممة للبشر والحيوانات. وتكون الحالة ملازمة السرير بسبب الaleukia أو الالوكيميا السامة بالجهاز الهضمي وبعض اعراض المرض الاخري التي تضر باعضاء مختلفة من الجسم مثل المعدة والجلد والمجرى الهوائي. ويمكن حدوث مرض الT2 أو ثلاثية السموم الفطرية عن طريق ملامسة البشرة الجلدية، وتبدا ظهور أعراض المرض عن طريق ظهور الكثير من الحبوب المتقرحة على البشرة. وعلى الرغم من انه لايمكن توقع حدوث تأثيرات في النظام الحيوي بشكل كبير بعد تلامس الجلد في البيئة الزراعية أو التجمعات السكانية العادية. ومع ذلك لايمكن استبعاد وجود آثار على البشرة ولذلك يتوجب أن نحد من ملامسة البشرة الجلدية مع ال T2.